# Chrysler Thunderbolt
La Chrysler Thunderbolt è una dream car realizzata dalla casa automobilistica statunitense Chrysler nel 1940 e nel 1941. Progettata da Alex Termulis, fu costruita sul telaio della Chrysler Saratoga.

## Il contesto

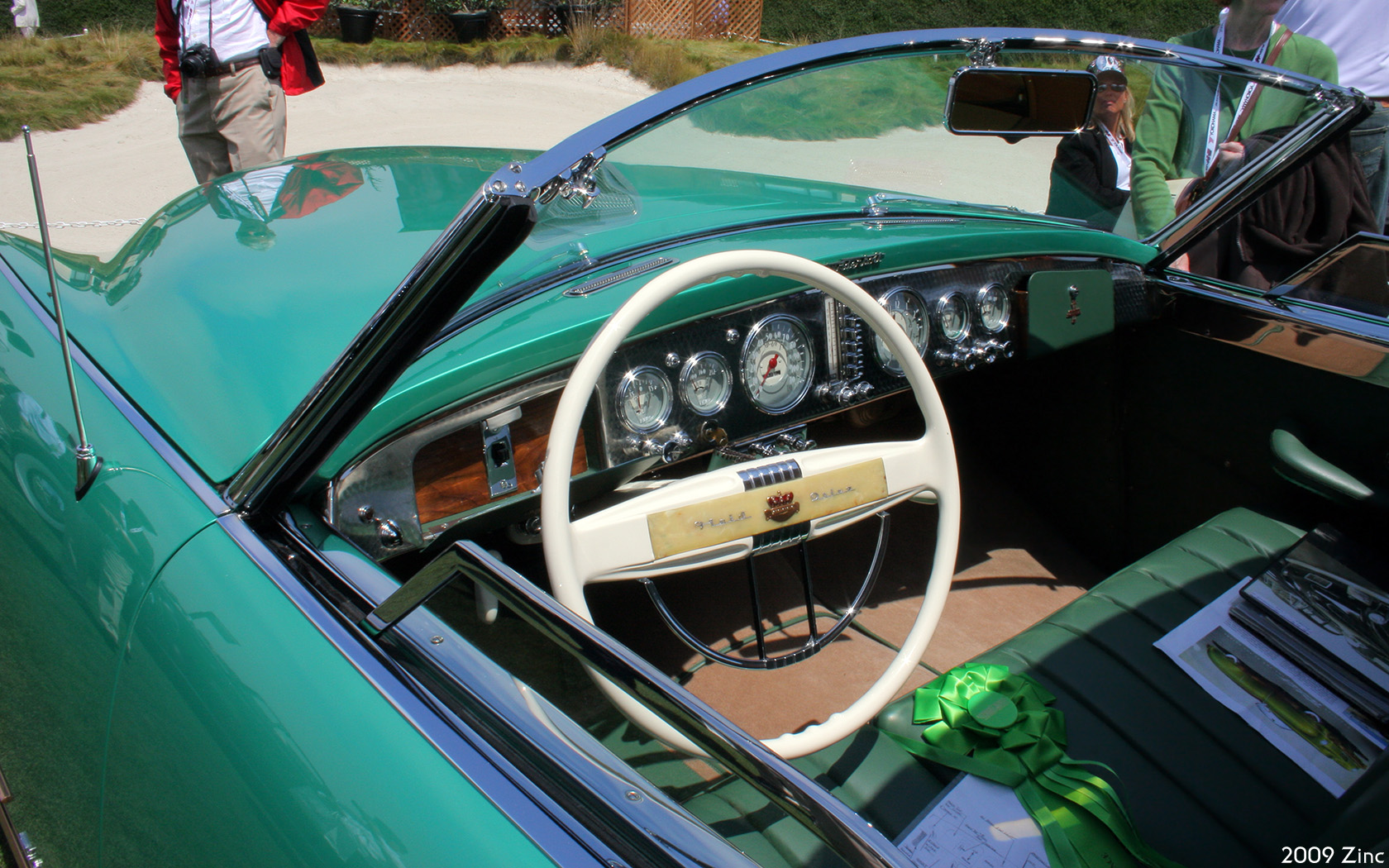
Gli interni

Presentata nelle mostre del periodo unitamente alla Chrysler Newport Phaeton, presentava una caratteristica avveniristica per l'epoca che non si sarebbe vista su altre vetture statunitensi sino al 1957 sulla Ford Skyliner e che avrebbe trovato applicazione continuativa nelle produzioni di serie solo molto anni dopo: anticipando quelle che verranno chiamate coupé-cabriolet, presentava un tetto rigido che poteva ripiegarsi elettricamente in un apposito scomparto, trasformando la vettura in una spider. Peraltro non si trattava della prima applicazione della soluzione a delle automobili, essendo già stata utilizzata su alcune vetture europee precedenti come la Peugeot 402.
Tra le altre caratteristiche c'era un uso intensivo dell'alluminio per la carrozzeria che si presentava con forme arrotondate e si allungava in basso in tutta la parte laterale, andando a coprire parzialmente le ruote. I fari anteriori erano a scomparsa.
Il nome della vettura venne scelto in omaggio alla "Thunderbolt" del 1937 che, guidata da George Eyston sul Bonneville Speedway, aveva battuto il record di velocità terrestre.
Come nel caso della Newport, anche della Thunderbolt ne vennero costruiti pochissimi esemplari, sei (cinque secondo alcune fonti) e ciascuno con colorazione specifica, che vennero venduti a prezzi particolarmente elevati per l'epoca e uno solo venne destinato al museo Chrysler.